# Операция «Следжхаммер»
Операция «Кувалда» (Sledgehammer) — планировавшаяся, но не осуществленная операция по высадке союзных сил в оккупированной немцами Франции и открытие Второго фронта.
Планировалось захватить какой-либо крупный порт — Брест или Шербур — с прилегающими территориями в начале осени 1942 года, которые стали бы затем плацдармом для накопления сил с последующим прорывом на оперативный простор весной 1943 года. План намечался как альтернатива операции «Облава» — другой попытке высадиться в Европе и открыть Второй фронт в 1943 году.
Операция поддерживалась Соединенными Штатами и Советским Союзом, но была отвергнута англичанами. Неприятие особенно усилилось после провала Дьеппского рейда в августе 1942 года, со схожими, но меньшими по размеру целями. В итоге было принято британское предложение о высадке в Северной Африке (операция «Факел») в ноябре 1942 года.

## История
После вступления США во Вторую Мировую войну Комитет начальников штабов принял решение о высадке через Ла-Манш в Европе «так быстро, как это будет возможно», то есть в первой половине 1942 года. Британцы, меж тем, отказывались, приводя множество соображений. Операция потребовала бы отвлечения множества ресурсов из районов, где существовала более острая нужда в них, отмечалась большая нехватка людей и высадочных средств, неудачное время операции. Англичане предлагали американцам набраться опыта в менее рискованных операциях в Северной Африке, прежде чем атаковать главные силы немцев в лоб. Американцы рассматривали подобное поведение союзников как обычную британскую осторожность, но соглашались с тезисом о нехватке людей и десантных средств, в результате чего переговоры о подготовке операции зашли в тупик. Дальнейшее снижение интереса к высадке произошло из-за выдвижения альтернативных проектов уже самими американцами, прежде всего, в виде воздушных и амфибийных рейдов, о чем президент Рузвельт написал Уинстону Черчиллю 9 марта 1942 года, указывая, что данные действия, даже при их высокой затратности, принесут пользу уже тем, что заставят и немцев понести такие же потери.

## Операции «Облава» и «Кувалда»
8 апреля 1942 года Джордж Маршалл и Гарри Гопкинс прибыли на британские острова с двумя планами высадки — операции «Облава» и операции «Кувалда». Первая предусматривала полномасштабную высадку силами 48 дивизий (18 британских) до апреля 1943 года. Операция Кувалда предусматривала захват французского порта, Бреста или Шербура, в случае появления признаков коллапса Советского Союза или Рейха. В этом случае, основная тяжесть высадки пришлась бы на британцев, поскольку американцы смогли бы выставить лишь две-три дивизии. Черчилль назвал идею "более трудной, менее привлекательной, менее полезной и в конечном итоге более бесплодной, нежели «Облава». План предусматривал накопление сил в окрестностях занятого порта и дальнейший прорыв вглубь страны весной 1943 года. Гопкинс добавил политическое соображение, что США, в случае отказа от высадки в Европе, могут направить основную тяжесть своих военных усилий против Японии.
Англичане указывали на отсутствие превосходства в воздухе, нехватку десантных средств, наличных войск и снабжения. Несмотря на это, Комитет начальников штабов все же считал операцию осуществимой. Англичане, на которых пришлась бы основная тяжесть боев, могли выставить только шесть дивизий, против 25-30 дивизий вермахта в Западной Европе, что грозило тем, что немцы смогут запечатать плацдарм союзников, подвергая его беспрерывным наземным и воздушным атакам. Захваченные порты несомненно были бы заминированы и разрушены, что уменьшило бы их пригодность для снабжения высаженных сил.
Оказывать давление в пользу Второго фронта прибыл нарком Молотов, пытавшийся убедить в его необходимости Черчилля, после бесплодных попыток он отправился в Вашингтон, где встретил более теплый прием, убедившись, что проблема Второго фронта все же сильно занимает умы союзников.

## Британские предложения
Черчилль настаивал на первоочередной высадке в Северной Африке, Маршалл, столкнувшись с невозможностью высадки в Европе в 1942 году, предлагал отказаться от принципа «сначала Германия» и сосредоточиться на войне с Японией, Рузвельт отвергал такие предложения на основании того, что «это никак не поможет русским». В итоге, в июле 1942 года был принят план по высадке во Французской Северной Африке — операция «Факел».